# Titularbistum Mina
Mina, auch Abu Mena oder Abu Mina, ist ein Titularbistum der römisch-katholischen Kirche.
Der Ort in Ägypten war ein spätantikes Heiligtum der christlichen Pilger und liegt in der Wüste Mariut.
| Titularbischöfe von Mina |                           |                                                                                            |                   |                   |
| Nr.                      | Name                      | Amt                                                                                        | von               | bis               |
| 1                        | Herman Joseph Meysing OMI | Apostolischer Vikar von Kimberley (Südafrika)                                              | 19. Dezember 1929 | 11. Januar 1951   |
| 2                        | Joseph Mark McShea        | Weihbischof in Philadelphia (USA)                                                          | 8. Februar 1951   | 11. Februar 1961  |
| 3                        | Heinrich Theissing        | Weihbischof in Berlin (Deutschland) Apostolischer Administrator von Schwerin (Deutschland) | 13. März 1963     | 11. November 1988 |
| 4                        | Carlos Arthur Sevilla SJ  | Weihbischof in San Francisco (USA)                                                         | 6. Dezember 1988  | 31. Dezember 1996 |
| 5                        | John ’Oke Afareha         | Weihbischof in Warri (Nigeria)                                                             | 3. März 1997      | 29. März 2010     |
| 6                        | Wilfried Theising         | Weihbischof in Münster (Deutschland)                                                       | 31. Mai 2010      |                   |